# Daoulas
Daoulas is een gemeente in het Franse departement Finistère (regio Bretagne). De plaats maakt deel uit van het arrondissement Brest. Daoulas telde op 1 januari 2022 1.835 inwoners.

## Geografie
De oppervlakte van Daoulas bedroeg op 1 januari 2022 5,42 vierkante kilometer; de bevolkingsdichtheid was toen 338,6 inwoners per km².

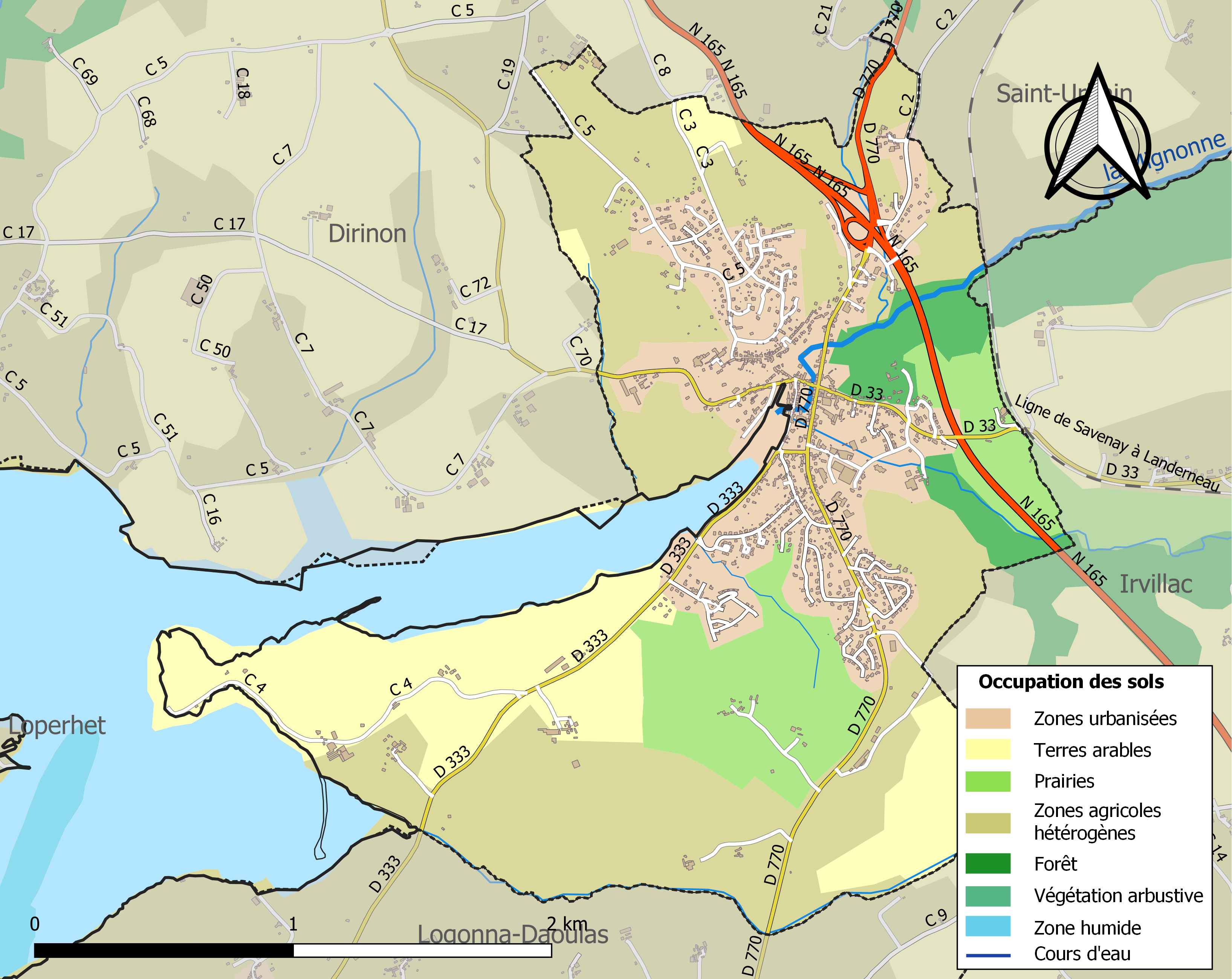
Kaart van de gemeente met belangrijkste infrastructuur, bodemgebruik en omliggende gemeenten

## Demografie
Onderstaande figuur toont het verloop van het inwonertal (bron: INSEE-tellingen).

## Afbeeldingen

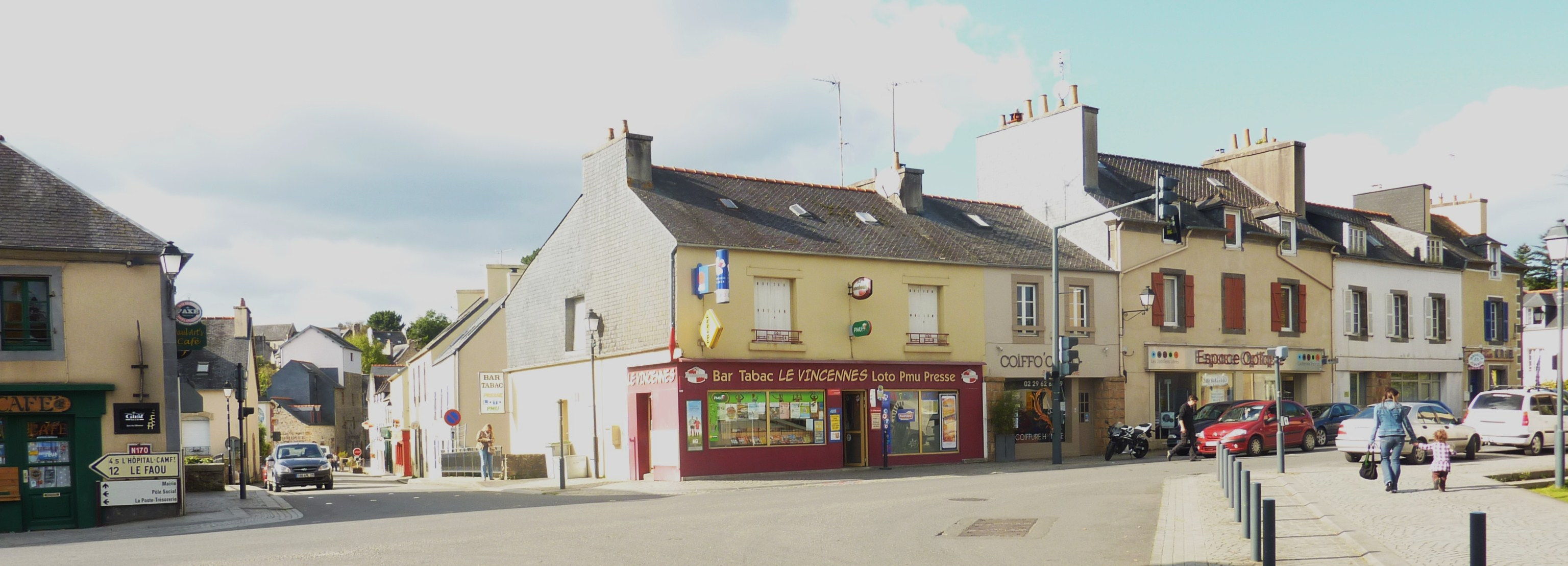
Centrum
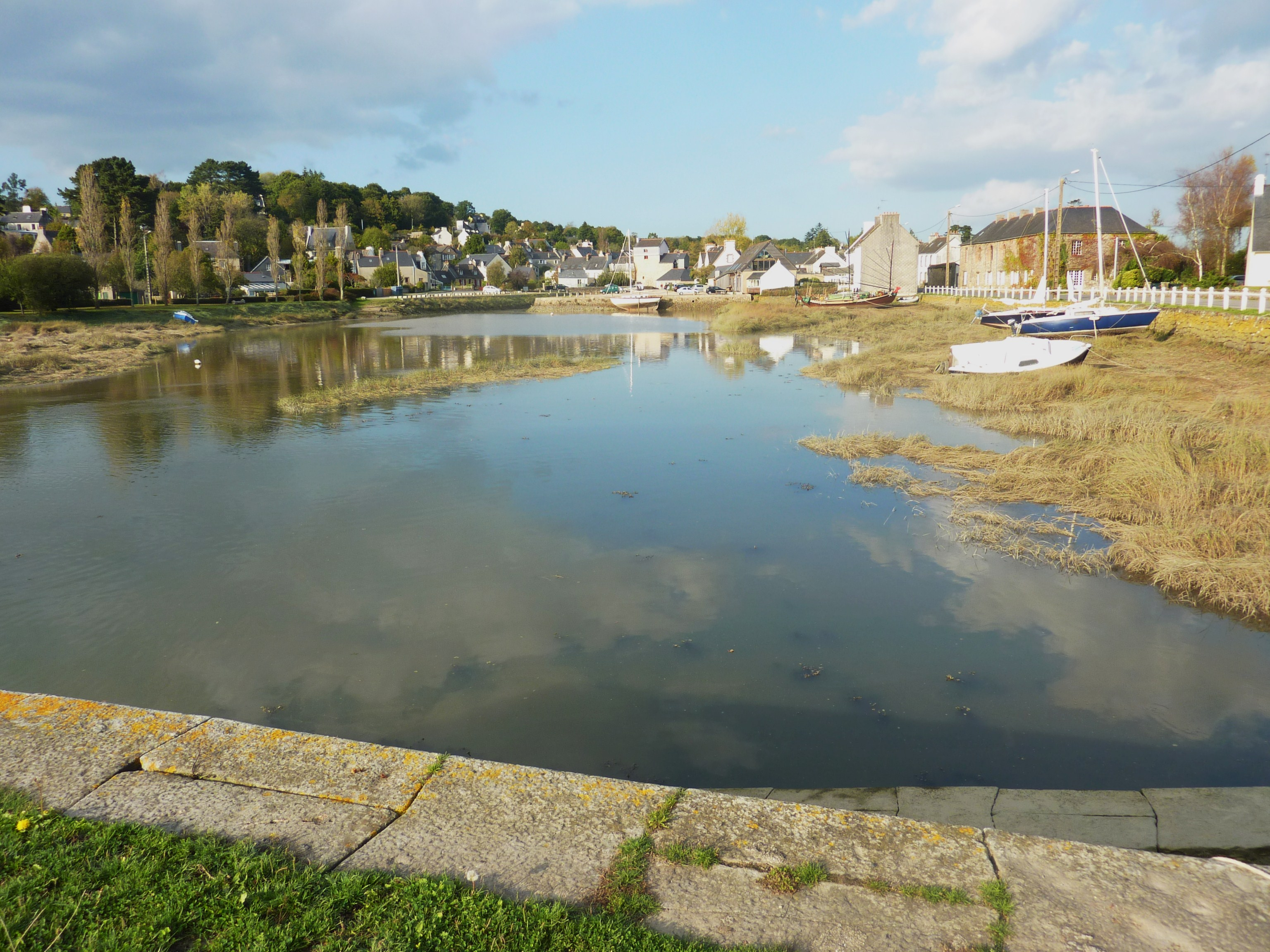
Haven
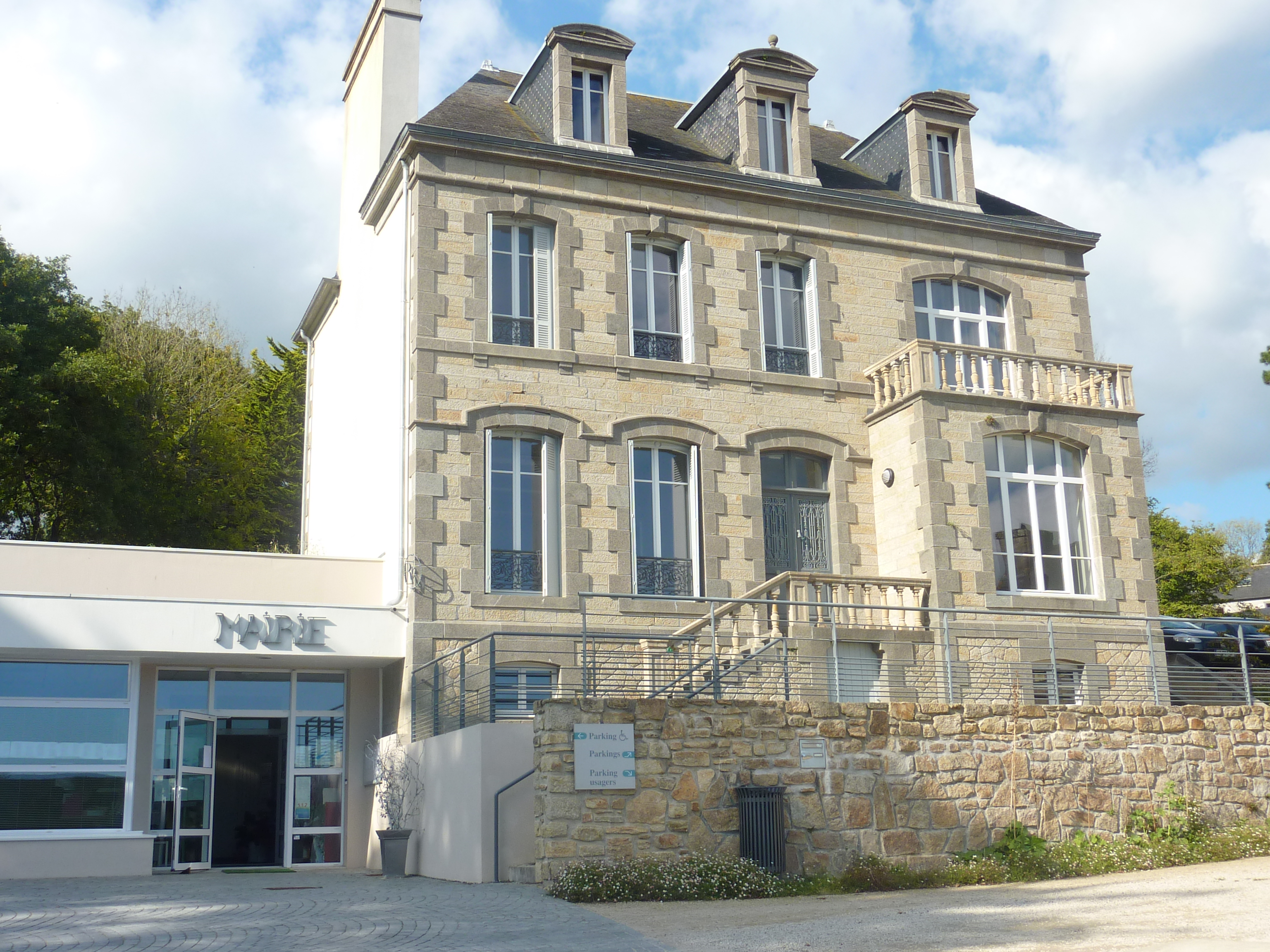
Gemeentehuis